# Rumskulla
Rumskulla är en småort, tillika kyrkort i Rumskulla socken i Vimmerby kommun, Kalmar län.
Rumskulla har en skola. 
Rumskulla hade under mitten av nittonhundratalet två affärer, en Konsumaffär och en Icaaffär. Konsumaffären lades ner först och blev privatbostad, Icaaffären fanns i byn fram till slutet av 1990-talet, då affären lades ner. Andra personer försökte med att driva en affär för dagligvaror, men det bar sig inte och nu har inte Rumskulla någon mataffär. 
Rumskulla kyrka ligger centralt i samhället, vilket i övrigt passeras av vandringsleden Sevedeleden.